# Привокзальна вулиця (Конотоп)
Вулиця Привокзальна — вулиця міста Конотоп Сумської області.

## Розташування
Вулиця розташована в районі Селище КВРЗ. Пролягає від вулиці Професійної до території залізничної станції Конотоп.

## Пам'ятки архітектури
За адресою вулиця Чкалова, 1 розташована пам'ятка архітектури Залізничне технічне училище (кінець XIX століття).